# Campeonato Asiático de Atletismo de 2011 - Salto em distância feminino
A prova do salto em distância feminino do Campeonato Asiático de Atletismo de 2011 foi disputada no dia 7 de julho de 2011 no Kobe Universiade Memorial Stadium em Kobe,  no Japão. 

## Recordes
Antes desta competição, os recordes mundiais e do campeonato nesta prova eram os seguintes:
|                       | Nome               | Nacionalidade   | Distância | Local     | Data                |
| --------------------- | ------------------ | --------------- | --------- | --------- | ------------------- |
| Recorde mundial       | Galina Chistyakova | União Soviética | 7m 52cm   | Leningrad | 11 de junho de 1988 |
| Recorde do campeonato | Guan Yingnan       | China           | 6m 83cm   | Fukuoka   | 1998                |
| Recorde asiático      | Yao Weili          | China           | 7m 01cm   | Jinan     | 4 de junho de 1993  |

## Medalhistas
| Ouro                 | Prata           | Bronze              |
| Mayookha Johny (IND) | Lu Minjia (CHN) | Saeko Okayama (JPN) |

## Cronograma
Todos os horários são locais (UTC+9).
| Data       | Hora  | Evento |
| ---------- | ----- | ------ |
| 7 de julho | 16:00 | Final  |

## Final
A final da prova ocorreu dia 7 de julho às 16:00. 
| Posição           | Atleta                     | Nacionalidade  | #1   | #2   | #3   | #4   | #5   | #6   | Resultados |
| ----------------- | -------------------------- | -------------- | ---- | ---- | ---- | ---- | ---- | ---- | ---------- |
| Medalha de ouro   | Mayookha Johny             | Índia          | 6.34 | 6.56 | ×    | ×    | 6.52 | 6.50 | 6.56       |
| Medalha de prata  | Lu Minjia                  | China          | 6.05 | 6.52 | ×    | ×    | ×    | ×    | 6.52       |
| Medalha de bronze | Saeko Okayama              | Japão          | 6.30 | 6.43 | 6.37 | 6.18 | 6.22 | 6.51 | 6.51       |
| 4                 | Yuliya Tarasova            | Uzbequistão    | 3.84 | 6.23 | 6.05 | ×    | 6.37 | 6.18 | 6.37       |
| 5                 | Marestella Torres          | Filipinas      | 6.21 | 6.27 | ×    | 6.34 | ×    | 6.24 | 6.34       |
| 6                 | Prajusha Maliakhal Anthony | Índia          | 6.07 | ×    | 6.27 | ×    | 6.18 | ×    | 6.27       |
| 7                 | Kumiko Imura               | Japão          | 6.12 | ×    | 6.23 | 6.22 | 6.15 | 6.22 | 6.23       |
| 8                 | Aleksandra Kotlyarova      | Uzbequistão    | 6.00 | 6.02 | 6.16 | 6.01 | ×    | ×    | 6.16       |
|                   |                            |                |      |      |      |      |      |      |            |
| 9                 | Hanako Kotake              | Japão          | 6.15 | 6.14 | 6.11 |      |      |      | 6.15       |
| 10                | Jung Soon-Ok               | Coreia do Sul  | 6.12 | 5.96 | 6.06 |      |      |      | 6.12       |
| 11                | Wupin Wang                 | China          | 5.88 | 6.08 | 6.08 |      |      |      | 6.08       |
| 12                | Lai Yee Cheung             | Hong Kong      | 5.72 | 5.83 | 5.62 |      |      |      | 5.83       |
| 13                | Yekaterina Chalikova       | Turquemenistão | ×    | ×    | 5.59 |      |      |      | 5.59       |
| 14                | Mang Chi Tse               | Hong Kong      | 5.18 | 5.16 | 5.11 |      |      |      | 5.18       |

Legenda
| Recorde mundial       | Recorde mundial (World record)               |                       | Recorde africano                      | Recorde africano (African) |                                           | Q | Classificado por posição (Qualified) |
| Recorde do campeonato | Recorde do campeonato (Championship record)  | Recorde da América    | Recorde da América (Americas)         | q                          | Classificado por melhor tempo (Qualified) |   |                                      |
| Melhor marca do ano   | Melhor marca do ano (World leading)          | Recorde asiático      | Recorde asiático (Asian)              | DNS                        | Não largou (Did not start)                |   |                                      |
| Recorde nacional      | Recorde nacional (National record)           | Recorde europeu       | Recorde europeu (European)            | DNF                        | Não terminou (Did not finish)             |   |                                      |
| Recorde pessoal       | Recorde pessoal do atleta (Personal best)    | Recorde da Oceania    | Recorde da Oceania (Oceania)          | DSQ / DQ                   | Desclassificado (Disqualified)            |   |                                      |
| Recorde da temporada  | Recorde da temporada do atleta (Season best) | Recorde sul-americano | Recorde sul-americano (South America) | NM                         | Sem marca (No mark)                       |   |                                      |